# Gary Vaynerchuk
Gary Vaynerchuk (ur. jako Giennadij Wajnierczuk 14 listopada 1975) – amerykański przedsiębiorca, autor czterech bestsellerów wg „New York Times”, mówca i osobowość internetowa o międzynarodowej sławie. Najpierw znany jako krytyk wina, który rozkręcił rodzinny biznes handlu winem od 3 mln USD do 60 mln USD, Vaynerchuk jest obecnie znany przede wszystkim jako pionier marketingu cyfrowego i mediów społecznościowych, stojący na czele nowojorskich firm VaynerMedia i VaynerX.
Vaynerchuk inwestuje w innowacje jako “angel investor”, a także doradza, między innymi przedsiębiorstwom takim jak Uber, Birchbox, Snapchat, Facebook, Twitter i Tumblr. Regularnie występuje jako główny mówca na globalnych konferencjach nt. przedsiębiorczości i technologii.

## Młodość
Vaynerchuk urodził się w ZSRR i wyemigrował do USA w 1978 roku, po tym jak ZSRR podpisał porozumienia Salt I, co umożliwiło radzieckim Żydom opuszczenie kraju w zamian za amerykańską pszenicę. Gary i ośmioro członków jego rodziny zamieszkali w kawalerce w Queens, Nowy Jork. Z Queens Vaynerchuk i jego rodzina przenieśli się do Edison, New Jersey, gdzie Vaynerchuk obsługiwał franczyzowe stoisko z lemoniadą i zarabiał tysiące dolarów w weekendy na handlu kartami baseballowymi. W wieku 14 lat dołączył do obsady rodzinnego sklepu detalicznego z winem. W 1998 roku Vaynerchuk ukończył studia licencjackie w Mount Ida College w Newton, Massachusetts.

## Kariera

### Wine Library
Po ukończeniu college’u w 1999 r. Vaynerchuk przejął bieżące prowadzenie sklepu ojca w Springfield, New Jersey, Shopper's Discount Liquors. Gary zmienił nazwę sklepu na Wine Library (Biblioteka Win), uruchomił sprzedaż w Internecie, a w roku 2006 wystartował z Wine Library TV, codziennym webcastem nt. wina.
Dzięki połączeniu technik e-commerce, marketingu e-mailowego i polityki cenowej Vaynerchuk rozwinął sprzedaż z 3 mln USD do 60 mln USD w roku 2005. W sierpniu 2011 r. Vaynerchuk ogłosił, że wycofuje się, aby budować VaynerMedia, agencję marketingu cyfrowego, którą założyli wraz z bratem w 2009 roku.

### VaynerMedia
W roku 2009 Gary razem z bratem założyli VaynerMedia, agencję marketingu cyfrowego nastawioną na media społecznościowe. Agencja ta świadczy usługi w mediach społecznościowych oraz usługi strategiczne dla firm z listy Fortune 500, takich jak General Electric, Anheuser-Busch, Mondelez i PepsiCo. W roku 2015 VaynerMedia zostało uznane przez Advertising Age za jedną z najbardziej popularnych agencji reklamowych. W 2016 r. VaynerMedia zatrudniało 600 pracowników i osiągnęło przychody 100 mln USD. Agencja zawarła także partnerstwo z Vimeo w celu kojarzenia marek i filmowców tworzących treści cyfrowe.

### The Gallery
W roku 2017 The Wall Street Journal ogłosił, że Vaynerchuk stworzył The Gallery (Galeria), nową firmę będącą siedzibą PureWow po jego przejęciu przez Vaynerchuka i RSE Ventures wraz z innymi aktywami medialnymi i treściami kreatywnymi. PureWow Dyrektorem The Gallery jest Ryan Harwood. Spółka siostrzana agencji cyfrowej VaynerMedia, Marketing Dive, napisała o PureWow, że „połączenie sił z VaynerMedia otwiera dostęp do nowych możliwości realizacyjnych wideo poprzez udostępnienie zasobów tego przedsiębiorstwa oraz umożliwienie współpracy pomiędzy zespołami.”

## Inwestycje
Vaynerchuk poczynił szereg prywatnych inwestycji jako anioł biznesu, w tym w wydawnictwo dla kobiet PureWow w 2017. Inwestował także w Uber, Facebook, Twitter, Venmo i dziesiątki innych rozwijających skrzydła biznesów.

### VaynerRSE
Po odejściu z Tumblr i Buddy Media, Vaynerchuk uruchomił VaynerRSE jako 25-milionowy fundusz inwestycyjny wraz Mattem Higginsem z RSE Ventures i przy wsparciu Stephena Rossa, właściciela Miami Dolphins. Fundacja ta koncentruje się na technologiach konsumenckich i poza tradycyjnym inwestowaniem jako tzw. “anioł biznesu”. działa również jako inkubator firm.

### BRaVe Ventures
W roku 2014 Vaynerchuk związał się z przedsiębiorcami z branży TV społecznościowej Jessem Rednissem i Davidem Beckiem, aby utworzyć BRaVe Ventures. Firma ta doradza sieciom telewizyjnym w sprawach nowych technologii oraz finansuje i pomaga uruchamiać nowe biznesy w branży technologii wieloekranowych oraz sieci społecznościowych. W listopadzie 2016 r. Variety donosił, że Turner Broadcasting System przejął działalność doradczą BRaVe Ventures, aby rozwijać działalność i tworzyć strategię dla swoich sztandarowych marek, TBS oraz TNT.

### VaynerSports
W 2016 r. Vaynerchuk zainwestował w agencję sportową Symmetry, tworząc VaynerSports, która świadczy pełny zakres usług reprezentacji sportowców. W 2017 r. VaynerSports zawarło kontrakt z uczestnikami draftu NFL, m.in. z Jalenem Reevesem Maybinem i Jonem Tothem.

## Media

### Planet of the Apps
W lutym 2017 r. Apple oraz Propagate ogłosiły uruchomienie “Planet of the Apps” (Planeta aplikacji), serialu reality TV z regularną obsadą z udziałem Vaynerchuka, will.i.am oraz Gwyneth Paltrow. W programie tym, opisywanym jako zderzenie Shark Tank z American Idol, Vaynerchuk i jego zespół oceniają pomysły twórców aplikacji ubiegających się o inwestycje. Obsada serialu dołączyła do Product Hunt i ruszyła w objazd do Austin, San Francisco, Los Angeles i Nowego Jorku.

### DailyVee
DailyVee to codzienny dokumentalny serial wideo na YouTube, kronika życia Vaynerchuka jako ojca, biznesmena i szefa firm. Wystartowała w 2015 roku, Vaynerchuk nagrywa ją na żywo, prowadzi wywiady i transmituje spotkania z inwestorami oraz sesje strategiczne w VaynerMedia. W serialu tym Vaynerchuk wdraża strategie mediów społecznościowych, zwłaszcza poprzez Snapchat, aby zademonstrować ich potencjał marketingowy.

### The #AskGaryVee Show
W roku 2014 Vaynerchuk, wraz ze swym osobistym zespołem kreatywno-produkcyjnym, uruchomił na YouTube #AskGaryVee Show. W programie tym Vaynerchuk prosi o zadawanie pytań na Twitterze i Instagramie i odpowiada na nie w charakterystyczny, spontaniczny sposób. Pytania w programie, najczęściej na temat przedsiębiorczości, rodziny i biznesu, są wstępnie przesiewane przez zespół produkcyjny, ale Vaynerchuk poznaje je dopiero w trakcie nagrania. AskGaryVee Show było inspiracją dla czwartej książki Vaynerchuka „AskGaryVee: One Entrepreneur's Take on Leadership, Social Media, and Self-Awareness” [AskGaryVee: Pewnego przedsiębiorcy przymiarka do przywództwa, mediów społecznościowych i samoświadomości].

### Wine Library TV
Vaynerchuk prowadził na Youtube wideo blog Wine Library TV (WLTV lub The Thunder Show) od roku 2006 do 2011, w którym recenzował i degustował wino oraz udzielał porad. Program zadebiutował w lutym 2006 i produkowano go codziennie w sklepie Wine Library w Springfield, New Jersey. W 2008 r. Vaynerchuk wystąpił na okładce grudniowego numeru Mutineer Magazine, inaugurując serię wywiadów „Mutineer Interview”. Wśród gości byli Jancis Robinson, Heidi Barrett, Kevin Rose, Timothy Ferriss, Jim Cramer z CNBC Mad Money, Wayne Gretzky oraz Dick Vermeil.
W 2011 r., po nadaniu 1000 odcinków, Vaynerchuk wycofał program i zastąpił go wideo podcastem The Daily Grape. W sierpniu 2011 r. Vaynerchuk zapowiedział w Daily Grape, że wycofuje się z wideo-blogowania na tematy związane z winem.

### Wine & Web
W 2010 r. Vaynerchuk wystartował z audycją Wine & Web w satelitarnym radiu Sirius XM. Koncepcja programu polegała na zderzeniu degustacji nowego wina w segmencie „Wine of the Week” (Wino tygodnia) z przeglądem gadżetów, trendów i nowych biznesów w segmencie „Web of the Week” (Net tygodnia).

## Kariera pisarska

### Crush It!
W marcu 2009 r. Vaynerchuk zawarł umowę z HarperStudio na 10 książek i ponad million USD i w październiku 2009 r. wydał pierwszą książkę Crush It! Why Now is the Time to Cash in on your Passion [Zgarniaj! Dlaczego właśnie teraz trzeba zarabiać na swoich pasjach]. W pierwszych tygodniach po wydaniu „Crush It!” wspięło się na sam szczyt listy bestsellerów Amazon wśród książek nt. marketingu internetowego i znalazło się na drugim miejscu listy bestsellerów New York Times Hardcover Advice oraz listy bestsellerów “Wall Street Journal”.Crush It! omawiano w ReadWrite, CBS News, oraz Psychology Today. Crush It! było również jedną z pierwszych książek wydanych na platformie Vook.

### The Thank You Economy
W roku 2011 druga książka Vaynerchuka “The Thank You Economy” [Ekonomia wdzięczności] osiągnęła drugą pozycję na liście New York Times Hardcover Advice. “The Thank You Economy” analizuje statystyki i miękkie czynniki udanych relacji między przedsiębiorstwami a konsumentami.

### Jab, Jab, Jab, Right-Hook
W roku 2013 Vaynerchuk wydał swoją trzecią książkę, “Jab, Jab, Jab, Right Hook: How to Tell Your Story in a Noisy Social World’ [Prosty, prosty, prosty, prawy sierpowy: Jak w hałaśliwym świecie społecznościowym opowiedzieć swoją historię], nakładem Harper Business. Prezentując kampanie i strategie, zarówno udane jak i nieudane, na wszystkich głównych platformach mediów społecznościowych, w swej trzeciej książce Vaynerchuk pokazuje strategie i taktyki marketingu w mediach społecznościowych, których przedsiębiorstwa powinny unikać lub używać. “Jab, Jab, Jab, Right-Hook” zadebiutowało na szczycie listy bestsellerów Wall Street Journal wśród książek biznesowych i na pozycji czwartej listy bestsellerów w twardych okładkach New York Times.

### AskGaryVee: One Entrepreneur's Take on Leadership, Social Media, and Self-Awareness
W marcu 2016 r. Vaynerchuk wydał czwartą książkę, AskGaryVee: One Entrepreneur's Take on Leadership, Social Media, and Self-Awareness [AskGaryVee: Pewnego przedsiębiorcy przymiarka do przywództwa, mediów społecznościowych i samoświadomości], nakładem Harper Business z grupy HarperCollins. Nawiązując do swojego serialu na YouTube, #AskGaryVee, Vaynerchuk zebrał najlepsze pytania i odpowiedzi z tego programu w opowieść nawiązującą do kategorii takich jak samoświadomość, rodzicielstwo i zgiełk przedsiębiorczości. #AskGaryVee było czwartą książką Vaynerchuka na liście bestsellerów New York Times.

## Uznanie
Artykuły nt. Vaynerchuka opublikowały „New York Times”, Wall Street Journal, GQ, oraz Time. Wystąpił on również w talk-showach Late Night with Conan O’Brien oraz The Ellen DeGeneres Show. W latach 2000 Vaynerchuka opisywano jako „pierwszego guru winiarzy w erze YouTube”, „nową supergwiazdę świata wina”, oraz, przez Roba Newsoma, producenta wina ze stanu Washington State jako „obok Robert M. Parker Jr., prawdopodobnie najbardziej wpływowego krytyka wina w Stanach Zjednoczonych”. W roku 2003 magazyn Market Watch przyznał Gary’emu Vaynerchukowi swą nagrodę Market Watch Leader, jako jej najmłodszemu laureatowi. W lipcu 2009 r. Decanter sklasyfikował Vaynerchuka na 40 pozycji rankingu „The Power List” wpływowych osobistości w branży winiarskiej, ponieważ „reprezentuje moc blogosfery”.
W roku 2011 Wall Street Journal umieścił Vaynerchuka na swej liście Twitter’s Small Business Big Shots [Grube ryby małego biznesu twitterowego], a Business Week firmy Bloomberg na liście 20 People Every Entrepreneur Should Follow [20 ludzi do naśladowania przez wszystkich przedsiębiorców]. W roku 2013 Vaynerchuk trafił na okładkę listopadowego numeru magazynu Inc. Jako bohater artykułu „How to Master the 4 Big Social-Media Platforms” [Jak opanować 4 wielkie platformy mediów społecznościowych].
W roku 2014 znalazł się na liście magazynu Fortune “40 Under 40” [Czterdziestu przed czterdziestką] i wybrano go na jurora konkursu piękności Miss America. W roku 2015 na swojej liście “Czterdziestu przed czterdziestką“ sklasyfikowało go Crain's New York Business, a Inc. uznało go za jednego z “25 najlepszych mówców na tematy mediów społecznościowych, jakich trzeba znać”. W roku 2016 Vaynerchuk był jurorem nagród Genius Awards.

## Publikacje
- #AskGaryVee: One Entrepreneur's Take on Leadership, Social Media, and Self-Awareness” (2016) ISBN 0-06-227312-4
- Jab, Jab, Jab Right Hook (2013) ISBN 1-59486-882-4
- The Thank You Economy (2011) ISBN 0-06-191418-5
- Crush It!: Why NOW Is the Time to Cash In on Your Passion (2009) ISBN 0-06-191417-7
- Gary Vaynerchuk's 101 Wines: Guaranteed to Inspire, Delight, and Bring Thunder to Your World (2008) ISBN 1-59486-882-4